# Wahl zum Schwedischen Reichstag 1908

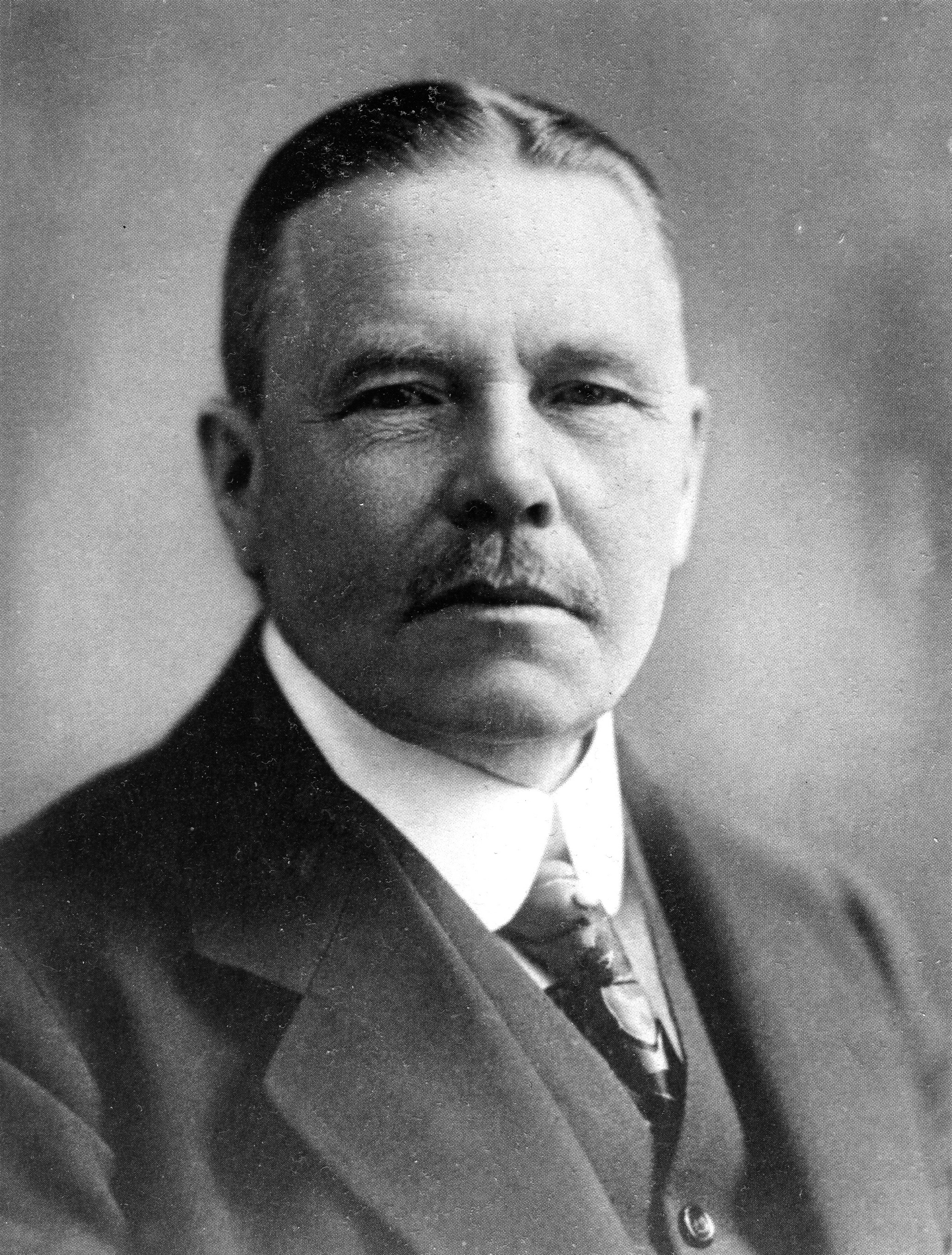
Arvid Lindman war Ministerpräsident von 1906 bis 1911 und von 1928 bis 1932

Im September 1908 fand eine Wahl zur Zweiten Kammer des Schwedischen Reichstags statt. 
Nach der Wahlrechtsreform von 1907 galt erstmals ein allgemeines Wahlrecht für Männer (mit gewissen Beschränkungen) für die Zweite Parlamentskammer. Das Wahlrecht war jedoch noch nicht gleich, d. h. die Stimme eines Mannes mit hohem Einkommen bzw. Vermögen war einflussreicher als die eines Arbeiters. 
Arvid Lindman, der eine moderat-konservative Regierung bildete, bemühte sich wie seine Vorgänger Christian Lundeberg und Karl Staaff um eine Lösung des Wahlrechtsproblems. Der neue König Gustav V. (Regierungszeit ab 1907) unterstützte die allmähliche Demokratisierung durch Wahlrechtsreformen. 
Die Sozialdemokraten konnten die Anzahl ihrer Sitze von 17 auf 33 steigern. 
Die Anzahl der Sitze für die Konservativen ging zurück auf 84. 
Die Liberalen hatten 109 Sitze.